# Oxyrhachis angusta
Oxyrhachis angusta är en insektsart som beskrevs av Capener 1962. Oxyrhachis angusta ingår i släktet Oxyrhachis och familjen hornstritar. Inga underarter finns listade i Catalogue of Life.